# (849) Ara
(849) Ara – planetoida z pasa głównego asteroid okrążająca Słońce w ciągu 5 lat i 222 dni w średniej odległości 3,15 au. Została odkryta 9 lutego 1912 roku w Obserwatorium Simejiz na górze Koszka na Półwyspie Krymskim przez Siergieja Bielawskiego. Nazwa została nadana na cześć American Relief Administration w uznaniu pomocy jakiej udzieliła podczas głodu w Rosji w latach 1922–1923. Przed nadaniem nazwy planetoida nosiła oznaczenie tymczasowe (849) 1912 NY.